# 暗色深海鰩
暗色深海鰩（学名：Bathyraja caeluronigricans），為軟骨魚綱鰩目單鰭鰩科的一種，分布於西北太平洋日本東北部至鄂霍次克海海域，深度200至400公尺，本魚身體兩側呈深紫棕色，氣孔比眼球長，前部凹陷較深，體長可達74.4公分，棲息在大陸棚及大陸坡沙泥底質海域，為深海底棲性魚類，卵生，雌魚會產下帶有角的卵囊，卵囊上覆蓋著緻密的絲狀纖維，屬肉食性，生活習性不明。